# Zeevonk (film)
Zeevonk (Engels: Sea Sparkle) is een Belgisch-Nederlandse jeugdfilm uit 2023, geregisseerd en mede geschreven door Domien Huyghe.

## Verhaal
Lena houdt van de oceaan en zeilt gepassioneerd met haar zeilboot en net zo onbevreesd als haar vader met zijn vissersboot "Zegevier". Wanneer op een dag haar vader en de rest van de bemanning niet meer terug keren, zeggen sommigen dat het een ongeluk was en dat hij roekeloos was geweest. Lena is er zeker van dat het niet zijn schuld kan zijn geweest en is er van overtuigd dat ze een gigantisch zeedier zijn tegengekomen, waardoor de boot kapseisde. Ze gaat op zoek naar bewijsstukken om haar familie en vrienden te bewijzen dat ze allemaal ongelijk hadden.

## Rolverdeling
| Acteur                | Personage |
| --------------------- | --------- |
| Saar Rogiers          | Lena      |
| Dunia Elwaleed        | Kaz       |
| Sverre Rous           | Vincent   |
| Valentijn Dhaenens    | Antoine   |
| Hilde De Baerdemaeker | Christine |
| Thibaud Dooms         | Jules     |
| Lia Van Heck          | Fran      |
| Nika Petrović         | Nora      |
| Zouzou Ben Chikha     | Marre     |
| Sebastien Dewaele     | Fluppe    |
| Lynn Van Royen        | Isabel    |

## Productie
Zeevonk is het regiedebuut van Domien Huyghe naar een scenario van Domien Huyghe, Jean-Claude van Rijckeghem en Wendy Huyghe. Het camerawerk was in handen van Anton Mertens. Er werd in de zomer van 2022 gefilmd in Oostende, waar Domien Huyghe en zijn zus opgroeiden. Het verhaal heeft ook een biografische link, hun vader stierf toen ze jong waren. De film werd geproduceerd door Dries Phlypo en Stephen Vandingenen voor A Private View, in coproductie met het Nederlandse Viking Film, met financiële steun kwam van het Vlaams Audiovisueel Fonds, het Nederlands Filmfonds, Eurimages, Netherlands Production Incentive, de Stad Oostende, de Belgische Tax shelter en Casa Kafka Pictures.

## Release
Zeevonk ging op 17 februari 2023 in première op het Internationaal filmfestival van Berlijn in de sectie Generation Kplus en kwam uit in de Belgische bioscoopzalen vanaf 29 maart 2023.

## Prijzen en nominaties
De belangrijkste:
| Jaar | Prijs                                     | Categorie                                            | Genomineerde(n)                                      | Uitslag  |
| ---- | ----------------------------------------- | ---------------------------------------------------- | ---------------------------------------------------- | -------- |
| 2023 | Internationaal filmfestival van Berlijn   | Generation Kplus Kristallen Beer eervolle vermelding | Generation Kplus Kristallen Beer eervolle vermelding | Gewonnen |
| 2023 | Molodist Kyiv International Film Festival | Teen Screen Competition Special Jury Diploma         | Teen Screen Competition Special Jury Diploma         | Gewonnen |
| 2023 | BUFF International Film Festival          | ECFA Award beste jeugdfilm                           | ECFA Award beste jeugdfilm                           | Gewonnen |